# Batzak
Batzak est un groupe espagnol de punk hardcore, originaire de Catalogne.

## Histoire
Le groupe se forme au milieu des années 1990 avec des paroles critiques envers certains aspects de la société et du capitalisme. En 1996, ils enregistrent une démo publiée chez Propaganda Pel Fet! et, après des changements de formation, ils enregistrent leur premier album, Nunca tan pocos robaron tanto a tantos, en 2000. 
En 2003, ils enregistrent et auto-produisent leur deuxième album, La nostra própia força, composé de 11 titres de punk hardcore, mais dans lesquels ils introduisent des éléments hétérogènes tels qu'une bulería flamenca, des mélodies folk yougoslaves, du hip-hop, de l'accordéon et du tambourin. De son côté, Pau Llonch chante avec At Versaris et Oriol Casas avec La Carrau et Lluís Oliva i les Arbequines.

## Discographie
- 1996 : Batzak (Propaganda Pel Fet!)[1]
- 2000 : Nunca tan pocos robaron tanto a tantos (Propaganda Pel Fet!)[4]
- 2003 : La nostra pròpia força (auto-édition)[4]